# (5630) Billschaefer
(5630) Billschaefer, désignation internationale (5630) Billschaefet, est un astéroïde de la ceinture principale.

## Description
(5630) Billschaefet est un astéroïde de la ceinture principale. Il fut découvert le 21 mars 1993 à l'observatoire Palomar par Jack B. Child. Il présente une orbite caractérisée par un demi-grand axe de 2,24 UA, une excentricité de 0,14 et une inclinaison de 2,9° par rapport à l'écliptique.

## Compléments